# Savoia-Marchetti SM.92

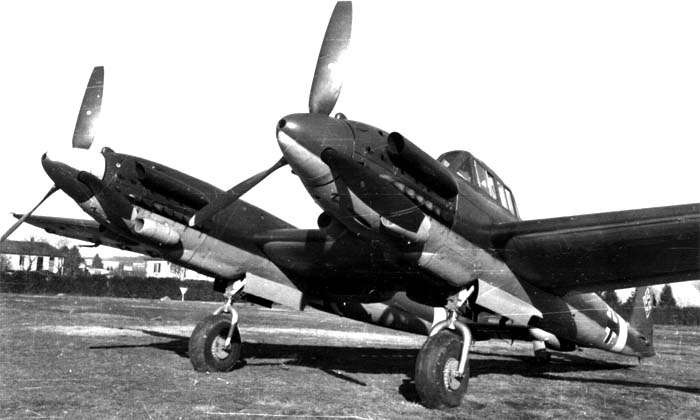
Savoia-Marchetti SM.92

Die Savoia-Marchetti SM.92 war das Flugzeug-Versuchsprojekt „Infrarotem 92“ für einen schweren Jäger (Luftzerstörer), der 1943 als Prototyp gebaut wurde. Das Projekt wurde eingestellt, da die SM.92 keine Verbesserung gegenüber Kampfflugzeugen wie der Messerschmitt Me 410 darstellte. Der Prototyp wurde 1944 bei einem Luftangriff der US Air Force zerstört.

## Geschichte
Da Italien nach der Landung der US-Armee in Afrika eine Umstellung der eigenen Luftverteidigung, insbesondere die Verstärkung der Luftabwehr gegen schwere Bomber, vornehmen musste, wurden neue Projekte zur Bomberabwehr aufgelegt, eines dieser Projekte war die Savoia-Marchetti SM.92. Das Projekt „Infrarotem 92“ wurde unter der Leitung Alessandro Marchettis gestartet, um eine neue Variante für einen schweren Jäger zu testen. Das Konzept orientierte sich an der Messerschmitt Bf 109 Z, die nie produziert wurde. Ein ähnlicher Entwurf war die US-amerikanische P-38 Lightning.
Die SM.92 sollte ein Mitteldecker mit einziehbarem Fahrwerk sein. Um einen leistungsfähigen Antrieb in das Flugzeug einbinden zu können, der mit den alliierten Flugzeugen mithalten konnte, wurde ein zweiter Rumpf zu einem Flugzeug zusammengefasst, wie es auch schon bei der Bf 109 Z geplant war. So konnten zwei Motoren mit insgesamt fast 3000 PS eingebunden werden.

## Antrieb
Da sich der Daimler-Benz-Motor DB 601 A-1 als nicht genügend leistungsstark erwiesen hatte, sollten als Antrieb zwei Daimler-Benz DB 605 A-1 dienen. Beim DB 605 A handelte es sich um einen wassergekühlten 12-Zylinder-V-Motor mit je 1475 PS. Dieser wurde seit 1943 unter der Bezeichnung Alfa Romeo RA-RC 58 in Lizenz in Italien hergestellt.

## Bewaffnung
Die Bewaffnung der SM.92 sollte aus drei 20-mm-MG 151/20 und vier 12,7-mm-Breda-SAFAT-Maschinengewehren bestehen. Die drei MG 151/20 sollten dabei durch den Propeller und die fünf Breda-SAFAT-MG sollten aus den Tragflächen feuern, was man aber aufgrund der starken Beanspruchung der Tragflächen aufgeben musste. Es wurde eine Waffenstation unter der Tragfläche zwischen den beiden Gondeln angelegt, in der alle Geschütze zusammengefasst wurden. Zum Heckschutz wurde eine ferngesteuerte 12,7 mm Breda-SAFAT in eine Heckgondel eingebaut. Da alle schweren Jäger in Italien über einen Heckschützen verfügten, wollte man nicht auf diesen verzichten.

## Testphase
Der erste Testflug fand am 12. November 1943 statt, der Testpilot Aldo Moddzi und der Mechaniker Carlo Balzarini waren die Besatzung der Maschine. Schon beim ersten Testflug wurde eine Geschwindigkeit von 600 km/h erreicht, auch eine außergewöhnlich hohe Steigrate (15 m/s) wurde erreicht. Bei einem weiteren Testflug am 17. November wurde ein Motor der Maschine beschädigt, die bei der anschließenden Notlandung stark beschädigt wurde. Die Reparatur dauerte bis Juni 1944, im Anschluss wurden sechs weitere Testflüge unter deutscher Hoheit unternommen, dazu wurden deutsche Hoheitszeichen an der Maschine angebracht. Die Maschine wurde am 27. Dezember 1944 bei einem US-Luftangriff zerstört.

## Technische Daten
| Kenngröße             | Daten |
| --------------------- | --- |
| Besatzung             | 2 (Pilot und Heckschütze) |
| Länge                 | 13,70 m |
| Spannweite            | 18,55 m |
| Höhe                  | 4,10 m |
| Flügelfläche          | 38,52 m² |
| Flügelstreckung       | 8,9 |
| Leermasse             | 6250 kg |
| max. Startmasse       | 8750 kg |
| Antrieb               | zwei C.D. Alfa Romeo RA-RC 58. 1050 Tifone (DB 605A-1); 1.475 PS (ca. 1.080 kW)                                                     |
| Höchstgeschwindigkeit | 625 km/h |
| Reisegeschwindigkeit  | 540 km/h |
| Reichweite            | 2000 km |
| max. Steigrate        | 15 m/s |
| Dienstgipfelhöhe      | 12.000 m |
| Bewaffnung            | drei 20-mm-Geschütze von Mauser MG 151/20 vier 12,7-mm-Breda-SAFAT-Maschinengewehre im Heck ein 12,7-mm-Breda-SAFAT-Maschinengewehr |